# Букет тюльпанов
Букет тюльпанов — скульптура Джеффа Кунса в Париже, возле Елисейских Полей. Скульптура создана в 2016—2019 годах и посвящена памяти жертв терактов в Париже в ноябре 2015 года. Композиция изображает часть руки и кисть, держащую 11 тюльпанов (недостающий 12 цветок — символ жертв теракта). Создана скульптура по просьбе экс-посла США во Франции Джейн Хартли, которая тем самым хотела выразить поддержку французам.
Скульптура основана на идее литографии Пабло Пикассо «Букет мира» 1958 года и имеет прямую отсылку к факелу в руке статуи Свободы, которая была создана французским скульптором Фредериком Огюстом Бартольди и подарена США. Также, в ходе пресс-конференции, посвящённой объявлению проекта, Кунс назвал источниками вдохновения для этой работы цветы импрессиониста Клода Моне и цветочные росписи в стиле рококо Франсуа Буше и Жана-Оноре Фрагонара.

## Место установки скульптуры
Французские власти и скульптор три года вели переговоры по вопросу нахождения локации подаренной скульптуры.
Первоначально «Букет тюльпанов» Джефф Кунс хотел установить между Токийским дворцом и Музеем современного искусства. Против этого протестовали парижане. Петицию против установки скульптуры подписали почти девять тысяч человек. 21 января 2018 года газета Libération опубликовала письмо 23 французских деятелей культуры (среди них режиссёр Оливье Ассайас, французский художник, скульптор, фотограф и кинорежиссёр Кристиан Болтански, бывший министр культуры Фредерик Миттеран, архитектор Доминик Перро) под заголовком Non au «cadeau» de Jeff Koons («Нет „подарку“ Джеффа Кунса»). Подписанты указывают, что место, выбранное автором для установки скульптуры, не имеет никакого отношения к трагическим событиям и их месторасположению (трагедия произошла в восточных районах Парижа), и представляется, мягко говоря, удивительным, если не оппортунистическим, то даже циничным.
Вторым местом расположения было предложенный Франсуаз Ниссен парк Ла-Виллет на северо-востоке Парижа. Против этого выступили проектировщик парка франко-швейцарский архитектор Бернар Чуми и сам автор скульптуры Джефф Кунс.
Окончательный вариант места установки скульптуры — сквер около Пти-пале

## Производство
Скульптура высотой около 12 метров, массой в 33 тонны, изготовлена из нержавеющей стали, полихромного алюминия и бронзы.
Скульптуру делала производственно-выставочная компания Noirmontartproduction (основатель — Жером де Нуармон). Финансовые расходы на изготовление, перевозку, установку оцениваются в сумму свыше 3 миллионов долларов США. На создание произведения (оценочно требовалось $3,2 млн) была запущена кампания по сбору средств, её проводил некоммерческий фонд Fonds de Paris.
Скульптуру начали привозить в Париж по частям из Германии с лета 2019 года, и ожидается, что её полная установка завершится к намеченной на 5 октября Ночи музеев.